# Eberhard Finke
Eberhard Finke (* 19. Mai 1920 in Bremen; † 29. Juli 2016) war ein deutscher Cellist.
Finke studierte an der Berliner Musikhochschule und am Salzburger Mozarteum, unter anderem bei Ludwig Hoelscher und Enrico Mainardi. Er war Gründungsmitglied der Die 12 Cellisten der Berliner Philharmoniker und von 1950 bis 1985 deren Erster Solocellist. Er war seit 1969 Professor an der Universität der Künste Berlin.